# 江藤省三
江藤 省三（えとう しょうぞう、1942年4月29日 - ）は、熊本県熊本市出身の元プロ野球選手（内野手）・コーチ・監督、解説者。
元プロ野球選手・監督の江藤慎一は実兄。
慶應義塾大学では、2009年から2013年まで監督、2014年6月まで助監督を務めた。

## 来歴・人物

### プロ入りまで
父・哲美は戦前、 八幡製鐵で投手として活躍し、その後も省三が進学した西部中学校で監督を務めるなど、野球一色の人生であった。無類の野球好きで、現役引退後も野球三昧の日々であった父を見て、省三は子供心にその印象が強かったのか、大きくなったら野球をすると自然に思っていた。男ばかりの4人兄弟で長兄の愼一が既に野球をやっていて、体も大きく、とても上手かったことも大きく影響したが、幼少期に父から直接、球の投げ方ひとつさえ、野球の指導を受けたことは一度もなかった。キャッチボールをした記憶すらなく、小学校には野球部が無かったため、小学校でやっていたソフトボールを、グローブをせずに素手で投げ合ったことが何となく記憶に残っている。5歳から現在の宇城市で過ごし、幼稚園児の時には既に野球のユニフォームを着ていたため、物心ついた時から野球にどっぷりの生活であった。野球を初めて父に習ったのは、監督を務めていた西部中学に進学してからであり、厳しい監督で、手も飛んで来た。当時、愼一は、すでに県下でも有名な野球選手で、省三の憧れでもあった。母・登代子が奔放で家を野球のために空けがちな父を支えていたが、小学生の頃には母から「何でもいいから書きなさい」と、日記帳を手渡された。その母も生涯、日記をつけていたことを亡くなってからの遺品整理で知り、省三曰く「しかも熊本弁そのままで」あった。西部中学に進学後は、自分で日記帳や大学ノートを買うようになった。ノートに定規で罫線を正確に引いて表を作り、記録を数字や記号、選手名など丁寧に書き込んだ。練習試合の相手、大会戦績、打撃記録、投手成績、がそこに記される一方、試合経過、戦評など詳細に文章で書き込んだ。中学時代の省三は投手と記録が残っており、地区大会で優勝した際には最優秀投手賞も獲得。赤鉛筆で「堂々西部優勝」と「西中江藤、無安打、三塁を許さず」と大文字で記載した。脇にはカップ、ジュースなど賞品の明細も書いた。その後も、ラジオで流れて来るプロ野球、ノンプロ、東京六大学の試合経過を、ラジオにかぶりつきながらスコアブックにしっかりと記載した。スコアブックには東大―法政、愼一が所属していた日鉄二瀬―コロムビア、日米野球「全日本―カージナルス」などの記録が克明に記した。ノートの1ページ目には大きな文字で縦書きで『教訓　野球技の目的は決して野球選手を養成することでなく人間を作ること　鍛錬公平団体行動規則の遵守目的達成への努力民族の推量などの精神を養うことにある　昭和三十一年五月五日』と記していた。
中学卒業後の1959年に熊本商業高校へ進学するが、同年に中日で1年目から活躍した兄・愼一が家族と共に名古屋に引き取られたことで中京商業高校へ転校。当時の中京商は全盛期で、学校の雰囲気が、甲子園に優勝しないと学校に帰れないくらいであったという。外野手で主に左翼を守っていたが、3年次の1961年には三塁手にコンバートされ、主将も務めた。打線では3番打者として活躍し、甲子園に春・夏連続で出場。春の選抜は1回戦で小倉工に惜敗し、夏の選手権は準々決勝で、この大会に優勝した浪商のエース尾崎行雄らに抑えられ、完封負けを喫する。省三は「同じ高校生なのに」と思うほど悔しく、現在も忘れることが出来ず、高校時代で一番印象に残っている試合になっている。秋の秋田国体では決勝で報徳学園を下し、優勝を飾る。この年は年間で練習試合を含めて70試合をこなし、戦績は68勝2敗と、負けたのは春夏の甲子園で敗れた試合だけであった。高校同期に山中巽、相羽欣厚、大森秀男（巨人）、1年下に林俊彦、木俣達彦がいた。
高校卒業後も野球を続けるために、島岡吉郎監督の「人間力野球」に惚れ込んでいた愼一の推薦で、明治大学に進学するつもりであった。しかし、3年夏の甲子園終了後に慶大の前田祐吉監督が突然、中京商まで出向いて来た。前田は「君、慶應で野球をやらんかね。でも、慶應には、野球だけでは入れんよ」と言われ、省三は「それならば、絶対に合格してやる!」と発奮。当時の慶大には推薦制度が無く、死ぬ気で勉強するしかなかった。国体に出場した時も宿舎で勉強していたくらい必死で、受験勉強のために深夜まで勉強をして、平均睡眠時間が4時間で頑張り抜いた。多少の睡眠不足も補える体力には自信があり、それまで慶應に進学した卒業生は数えるほどしかいなかったため、中京商側も学校に登校しないで、受験勉強に没頭することを、認めてくれた。受験する学部を文学部と法学部政治学科に絞り、奇跡的に文学部に合格通知を勝ち取った。高校卒業後の1962年に慶應義塾大学へ進学すると、愼一は省三の慶大入学を我がことのように喜び、会う人ごとに「慶応に行ってる省三です」と弟を紹介した。最初は明大を推薦した愼一も、後に様々な人に話を聞くうちに「慶応は大変立派な大学で、社会的信用も高い」ということが分かった。学費は愼一が負担してくれ、進学後は東京六大学野球リーグで3度の優勝を経験。2年次の1963年には全日本大学野球選手権大会でも渡辺泰輔を擁し優勝を飾り、3年次の1964年春季リーグから4季連続ベストナイン（二塁手）に選出される。同季の立教2回戦で渡辺が完全試合を達成した際に二塁手として出場しているが、1人も相手の走者を出していないことに試合終了まで気づいていなかった。この試合のスコアは1-0と投手戦であり、相手投手をどう攻略するかなどに集中していたことと慶應ベンチが完全試合を意識して誰もそのことを話さなかったことが気づかなかった要因だと自書で述べている。一期下の捕手・杉山敏隆曰く「相手の野手が守っていないところへ、どう飛ばすかを考えて振る」バッティングで、主将を務めた4年次の1965年には春季リーグの立教戦に逆転サヨナラ本塁打を放つ。マニラで開催された第6回アジア野球選手権大会（東京六大学選抜チームが日本代表）にも出場、日本の優勝に貢献しMVPを獲得している。学業では文学部の社会学を専攻し、1、2年生の間に出来るだけ単位を取得。レギュラーに昇格した3、4年生の時はレポート提出が主体の授業を多く選択して、練習に打ち込んだ。リーグ通算48試合出場、173打数45安打、打率.260、3本塁打、8打点。大学同期に広野功、鈴木義信がいる。

### 現役時代
大学卒業後はサッポロビールなどノンプロ数チームから誘われていて、プロから指名されなければ、そのまま実業団で野球を続けようと考えていたが、同年の第1回ドラフト3位で読売ジャイアンツに入団。好打好守の二塁手として期待されたが、1年先に入団していた土井正三の壁を破れず出番は少なかった。在籍した3年間はV9の2～4年目で、川上哲治監督の約1時間ほどのミーティングではずっとメモを取り続けた。川上の話の数々は、今の指導にも使えることが沢山あり、正力松太郎の言葉を引用しながら「大リーグに追いつき、追い越せ」、「野球は理屈ではない。理屈を越えたところにある」、「野球は理論ではない、実践である」、「壁にぶち当たったら、努力をしろ。必ず何かが見えて来る」など、今でも通用する教訓ばかりであった。
1966年5月のゴールデンウィーク中に二塁手として先発出場。2安打を放ち、その後の8試合に先発を果たす。豪華な内野陣で緊張した一方、同じチームメイトながら見ていて惚れ惚れしていた。二塁手の定位置を土井と競い合うようになり、打撃では負けていなかったが、守備が鉄壁な絶対的二塁手には付け入る隙がなかった。大学時代は1期上の立教出身で本来は遊撃手、学生時代はかなわないと思ったことがなかった土井は、プロ入団後にとんでもない成長を遂げていた。多摩川で来る日も、来る日も、練習に励んだが、球が速さが半端ではない中でも必死に食らいついて行った。省三はいつも滅茶苦茶に素振りをする王貞治を尊敬し、どうしても間近でその王の様子が見たくて、あわよくば自分も習いたくて、王と二人三脚を組んでいた荒川博一軍打撃コーチの門を叩いたこともあった。
1969年には正力亨オーナーの温情で、大学の先輩の水原茂が監督を務める中日ドラゴンズに移籍。ここにも高木守道がおり二塁手のレギュラーは掴めず、同年は三塁手として2試合の先発出場にとどまる。しかし高木の故障欠場もあって1970年には15試合、1971年には16試合、1972年には18試合と先発出場が増え、代打でも満塁などの好機に強かった。スタメンが知らされるのは当日で、水原から「今日、行け!」と、実にシンプルに言われるだけであった。観客が30人しかいない二軍戦では「さあー来い!」と二塁守備位置でグラブを叩き、夜は守りのフォーメーションを勉強。岩本信一寮長が感心して「省三!それをコピーしてみんなに配ってくれ」と言ったが、江藤はコピーせず、自筆して岩本に提出した。その後はバット1本で勝負してやろうと思い、代打の切り札として存在感を示す。「代打で好成績を挙げて、そのうちスタメンと思っているようでは打てん」と自戒し、体重を増やし、相手を威圧するために1971年キャンプからは猛然と食べだした。1972年には打率3割に達し、当時の新聞には「”女神”呼ぶ代打男・江藤」「代打江藤また快打」（中日スポーツ）、「代打江藤のニラミ千金」「乗りに乗る江藤　打てばヒット、代打10割」（中日新聞）、「江藤”ひと振りに”専心」（名古屋タイムズ）など見出しが掲載される。
1973年4月18日の大洋戦（川崎）では、移籍した1969年の1シーズンのみチームメイトであった愼一との兄弟本塁打が実現。この試合は大洋が先取点を取り、中日が逆転とシーソーゲームであった。6回裏に愼一が水谷寿伸から4-3とリードするソロ本塁打を放つが、このまま勝負が決まれば、愼一はお立ち台でヒーローインタビューの予定であった。最終回に省三は与那嶺要監督に呼ばれ、「代打、江藤」と言われた瞬間に痺れた。好投を続けていた大洋のリリーフ平松政次と対戦し、2ストライク2ボールからのスライダーを振り抜いた。打球は左翼を守る愼一の頭上を越えて、左翼席中段へライナーで飛び込んでいった。省三は「兄には、慶應の学費も出して貰っていた。いい恩返しが出来た」と思ったが、大洋のロッカールームで愼一は「あいつが、オレのヒーローを帳消しにしやがった」と、悔しがっていたという。1973年も代打として活躍するが、9月からは一塁手として起用され、18試合に先発出場。
1974年には古巣・巨人のV10を阻止する20年ぶりのリーグ優勝に貢献する。ロッテとの日本シリーズでは5試合に代打として起用されたが無安打に終わった。
1976年には心身共に限界を感じ、同年限りで現役引退。

### 引退後
引退後は名古屋の放送各局から野球解説者に誘われたが、中日の先乗りスコアラー（1977年 - 1980年）を務めた。在任中は給料が現役時代の4分の1と安くなるため、広島ではデパートの食堂で無料サービスされる番茶を昼食代わりにした。キャンプでは宮崎に半ば常駐して巨人の練習や紅白戦を視察し、オープン戦では中日新聞のニュース用カメラを使って巨人選手の動きを撮っていた。開幕後はバックネット裏に陣取り、ずっと座り放しでボールから片時も目が離さなかった。対戦する両チームの投手が投じた約280球を1球、1球球種などを全て記録していき、内角低め直球ボール、など細かく、几帳面な文字・記号をスコアブックに鉛筆で刻んでいった。4年間もボールを記録し続けたことで、投手が「次は、何を投げて来るか」が分かるようになった。読みの力が、コーチ転身後にベンチから指示を出す時など、大いに役立つようになった。江藤は後に「この経験は、実に自分の人生の中で、大きな財産だと思う。」と振り返っている。
中日退団後は大学の先輩である藤田元司の監督就任に伴い古巣・巨人に復帰し、一軍内野守備・走塁コーチ（1981年 - 1984年）→ファームディレクター（1985年）→編成担当（1986年 - 1989年）→一軍内野守備コーチ（1990年 - 1991年）→二軍育成担当コーチ（1992年）→スカウト（1993年 - 1994年）を歴任。コーチ時代は3度のリーグ優勝と1981年の日本一に貢献し、1985年にはドジャース1A「ベーカースフィールド・ドジャース」へコーチ留学。選手の自主性を重んじ、褒めて伸ばし、長所や得意なところをどんどん伸ばすアメリカ式指導法を学び、指導者としての意識が大きく変わる。慎一が静岡県田方郡天城湯ケ島町に開校した日本野球体育学校にも講義で訪問したことがある。
巨人退団後の1995年には千葉ロッテマリーンズ一軍守備コーチに就任し、10年ぶりのAクラス入りとなる2位躍進に貢献。1996年にはヘッドコーチに昇格し、8月24・25日には検査入院の為欠場した江尻亮監督の代行を2試合務めた（0勝2敗）が、成績不振のため江尻と共に同年辞任。
ロッテ退団後はラジオ日本「ジャイアンツナイター」・NHK「プロ野球&BSメジャーリーグ中継」野球解説者（1997年 - 2002年）を務めた。解説業の傍らで、1999年にはJOC強化コーチとして初めてアマチュア選手を指導したほか、川崎市麻生区学童選抜小学軟式チーム監督（2000年 - 2001年）→中学硬式チーム「都筑シニア」監督（2002年）も務めた。大学の後輩・堀井哲也が監督を務める三菱自動車岡崎臨時コーチ（1998年 - 2002年）も務め、月に2回ほど岡崎に来て寮に泊まり、守備・走塁を指導。江藤の指導で選手の技術に対する意識はさらに上がり、堀井も勉強になった。江藤が岡崎の指導に来る日は、朝はコメダ珈琲店で一緒にモーニングを食べてからグラウンドへ行き、練習が終わった後は食事を一緒に頂いた。江藤は兄の慎一を数回、連れて来たこともあり、慎一がある選手に打撃を教えているすぐ横で、選手同士が揉めて喧嘩を始めてしまったことがあった。慎一は日鉄二瀬で濃人渉監督のスパルタ野球を経験しているが、その慎一に「オレが教えている横で、殴り合いしているヤツがいる。こりゃ、すごいチームだな」と驚かせるほど、その頃の三菱自動車岡崎は血気盛んな選手の集まりであった。
2003年は大学の後輩・山下大輔が監督に就任した横浜ベイスターズヘッドコーチを務めるも低迷し、シーズン中に二軍「湘南シーレックス」監督に配置転換され、1年で退団。
横浜退団後はアマチュア野球に大きくシフトしていき、2005年にはNPO法人「JBBAジャパンベースボールアカデミー」を立ち上げ、全国の野球少年や、指導者に恵まれない野球人たちを対象に野球教室を開催。元西武の松沼博久・雅之兄弟や鈴木康友などをコーチとして派遣した。同年にはクラブチーム「神奈川BBトリニティーズ」を結成し、ゼネラル・マネージャー兼監督に就任。後に「横浜ベイブルース」と改称するチームで野球の普及活動を行っていたほか、東京中日スポーツ紙上で「コラム・野球教室」を担当していた。慶大監督就任後も連載は続き、2021年現在は「白球教室」と名前を変えて担当している。
2009年12月からは慶大に監督として復帰し、任期は4年で、同部の監督では初めてのプロ野球出身者であった。1年目の2010年から2年連続で優勝に導き、同年には2年前の2008年に逝去した愼一の野球殿堂入り（エキスパート部門での選出）が決まったため、7月23日のオールスター第1戦（ヤフーD）試合前の野球殿堂入り表彰式に出席している。2年目の2011年には全日本大学野球選手権大会に出場し、6月11日には大会史上初のプロ出身監督対決になった東京国際大学（監督:古葉竹識）との準決勝を6-4で制した。在任中には2012年のドラフトの1巡目指名で阪神へ入団した伊藤隼太（2011年度主将）を皮切りに、福谷浩司（2013年のドラフト1位で中日入団）、白村明弘（2014年のドラフト6位で日本ハム入団）と3年連続で部員からプロ野球選手を輩出。2012年には、同部史上初の女子選手として、入部したばかりの川崎彩乃を投手で登録している。任期が満了した2013年11月に、監督の座を竹内秀夫に譲る格好で一旦退任。省三は、2014年1月20日付で日本学生野球連盟から（プロ野球経験者による高校生への指導に必要な）学生指導資格の回復を認められたため、同年春からは慶應各高校の野球部を統括する「総監督」として高校球児を指導する予定であった。しかし、竹内は大学監督への就任直後から、内臓疾患で長期にわたって入院。現場復帰の目途が立たないことから、大学では2014年2月28日に、江藤が同年の春季リーグ戦期間中に再び大学を指揮することを発表した。ただし、竹内が現場への復帰を前提に監督職へとどまったため、東京六大学野球連盟には竹内の代理扱いで江藤を「助監督」として登録。春季リーグ戦が終了する6月末までの指導で、そのリーグ戦ではチームを6季ぶり通算34度目の優勝に導いた。省三の後任の助監督には高多倫正が就任し、竹内は現場復帰が叶わず、監督退任後の2015年8月5日に死去。
2015年より社団法人「若葉ゴールド・ベースボール・アカデミー」の総監督として、千葉市の青少年に「真正ベースボール指導」を通した進学指導を行っている。日比谷高校、千葉県立泉高校でもボランティアで指導し、泉高は同校の近くを通りかかったことがきっかけであり、たった11人の部員を指導した。

## 詳細情報

### 年度別打撃成績
| 年 度      | 球 団      | 試 合 | 打 席 | 打 数 | 得 点 | 安 打 | 二 塁 打 | 三 塁 打 | 本 塁 打 | 塁 打 | 打 点 | 盗 塁 | 盗 塁 死 | 犠 打 | 犠 飛 | 四 球 | 敬 遠 | 死 球 | 三 振 | 併 殺 打 | 打 率 | 出 塁 率 | 長 打 率 | O P S |
| ---------- | ---------- | ----- | ----- | ----- | ----- | ----- | -------- | -------- | -------- | ----- | ----- | ----- | -------- | ----- | ----- | ----- | ----- | ----- | ----- | -------- | ----- | -------- | -------- | ----- |
| 1966       | 巨人       | 14    | 23    | 23    | 0     | 3     | 0        | 0        | 0        | 3     | 1     | 0     | 0        | 0     | 0     | 0     | 0     | 0     | 2     | 1        | .130  | .130     | .130     | .261  |
| 1967       | 巨人       | 2     | 2     | 2     | 0     | 0     | 0        | 0        | 0        | 0     | 0     | 0     | 0        | 0     | 0     | 0     | 0     | 0     | 0     | 0        | .000  | .000     | .000     | .000  |
| 1968       | 巨人       | 1     | 1     | 1     | 0     | 0     | 0        | 0        | 0        | 0     | 0     | 0     | 0        | 0     | 0     | 0     | 0     | 0     | 0     | 0        | .000  | .000     | .000     | .000  |
| 1969       | 中日       | 34    | 30    | 28    | 6     | 7     | 0        | 0        | 2        | 13    | 7     | 0     | 2        | 0     | 0     | 2     | 0     | 0     | 5     | 2        | .250  | .300     | .464     | .764  |
| 1970       | 中日       | 34    | 74    | 65    | 10    | 18    | 2        | 0        | 1        | 23    | 3     | 2     | 1        | 6     | 0     | 3     | 0     | 0     | 10    | 3        | .277  | .309     | .354     | .663  |
| 1971       | 中日       | 58    | 98    | 84    | 5     | 23    | 4        | 1        | 1        | 32    | 4     | 2     | 1        | 7     | 0     | 7     | 0     | 0     | 8     | 2        | .274  | .330     | .381     | .711  |
| 1972       | 中日       | 77    | 125   | 108   | 7     | 33    | 4        | 0        | 2        | 43    | 16    | 0     | 0        | 2     | 2     | 12    | 2     | 1     | 11    | 2        | .306  | .374     | .398     | .772  |
| 1973       | 中日       | 84    | 139   | 127   | 6     | 35    | 5        | 0        | 3        | 49    | 19    | 0     | 0        | 3     | 0     | 7     | 0     | 2     | 16    | 7        | .276  | .324     | .386     | .709  |
| 1974       | 中日       | 78    | 78    | 69    | 1     | 18    | 1        | 0        | 1        | 22    | 9     | 0     | 0        | 3     | 0     | 6     | 0     | 0     | 6     | 5        | .261  | .320     | .319     | .639  |
| 1975       | 中日       | 70    | 72    | 61    | 4     | 17    | 1        | 0        | 2        | 24    | 6     | 0     | 0        | 2     | 1     | 8     | 1     | 0     | 8     | 0        | .279  | .357     | .393     | .751  |
| 1976       | 中日       | 12    | 11    | 9     | 1     | 0     | 0        | 0        | 0        | 0     | 0     | 0     | 0        | 1     | 0     | 1     | 0     | 0     | 1     | 0        | .000  | .100     | .000     | .100  |
| 通算：11年 | 通算：11年 | 464   | 653   | 577   | 40    | 154   | 17       | 1        | 12       | 209   | 65    | 4     | 4        | 24    | 3     | 46    | 3     | 3     | 67    | 22       | .267  | .323     | .362     | .685  |

### 背番号
- 22 （1966年 - 1967年）
- 33 （1968年）
- 28 （1969年 - 1976年）
- 79 （1981年 - 1984年）
- 80 （1990年 - 1992年）
- 83 （1995年 - 1996年）
- 82 （2003年）